# Карполь, Николай Васильевич
Никола́й Васи́льевич Карпо́ль (род. 1 мая 1938, Березница, Полесское воеводство) — советский и российский волейбольный тренер. Возглавлял клуб «Уралочка-НТМК» (1969—2023), женские сборные СССР (1978—1982, 1987—1991), СНГ (1992), России (1993—2004), Беларуси (2009—2010). Вице-президент Всероссийской федерации волейбола (ВФВ).
Заслуженный тренер СССР. Заслуженный тренер РСФСР. Заслуженный работник физической культуры Российской Федерации. Герой Труда Российской Федерации (2018). Член волейбольного Зала славы. Награждён орденами Трудового Красного Знамени, Дружбы народов, «За заслуги перед Отечеством» III степени и другими знаками отличия. Дважды (в 1989 и 1991 годах) удостоен премии «Спортивный Оскар» в номинации «Лучший тренер по волейболу среди женских команд». Почётный гражданин Екатеринбурга, Нижнего Тагила и Свердловской области.

## Биография
Родился 1 мая 1938 года в деревне Березница Ивацевичского повета Полесского воеводства Польской Республики (ныне — Пружанский район Брестской области Белоруссии). В 1956 году переехал на Урал. В Нижнем Тагиле поступил в профтехучилище, в течение трёх лет осваивал профессию мастера механического колонкового бурения и впоследствии распределён на работу в трест «Уралбурвзрывпром». Параллельно учился на физико-математическом факультете Нижнетагильского государственного педагогического института — с 1957 года на заочном, а год спустя на дневном отделении. Первым тренером Карполя был Илья Симонов.
Работать тренером начал ещё в студенческие годы — в 1959 году создал волейбольный клуб на базе Индустриального педагогического техникума. В 1960 году перешёл в Свердловский областной совет ДСО «Трудовые резервы», где работал до 1969 года. С 1963 года тренировал сборную РСФСР «Трудовых резервов». По окончании НТГПИ в середине 1960-х годов в течение двух лет совмещал тренерскую работу с педагогической деятельностью — преподавал физику и астрономию в вечерней школе, техническую механику в профтехучилище.
В 1966 году Карполь и Галина Дуванова, одна из ведущих игроков «Уралочки», поженились и год спустя переехали в Свердловск. В 1973 году «Уралочка» вышла в высшую лигу. В 1975 году стала второй на Спартакиаде народов СССР.
В 1977 году «Уралочка» завоевала «бронзу» на чемпионате страны. В 1978—1982 — пятикратные чемпионы. С 1986 года по 2005 год «Уралочка» не проиграла ни одного национального чемпионата, неоднократно побеждала в Кубке СССР и Кубке европейских чемпионов.
В октябре 1978 года Карполь возглавил национальную сборную СССР, с которой победил на Олимпиаде-1980.
В 1982 году сборная СССР неудачно выступила на чемпионате мира (6-е место), после чего Карполь был отстранён от работы.
В 1987 году после чемпионата Европы Карполь вернулся в сборную СССР, и на Олимпиаде в Сеуле 1988 команда одержала победу.
Ещё трижды национальные женские сборные по волейболу под руководством Карполя поднимались на олимпийский пьедестал почёта, завоевав серебряные медали в Барселоне (1992), Сиднее (2000) и Афинах (2004).
С 1990 года работал в должности консультанта главного тренера загребского «Младоста», чемпиона страны 1992—1996 годов. Одновременно Карполь работал советником с правами главного тренера в испанском клубе «Мурсия» (1993—1996) и трижды выигрывал чемпионат Испании.
В июне 2009 года Карполь назначен техническим директором женской сборной Белоруссии, а в августе сменил Виктора Гончарова на тренерском мостике белорусской команды. В ноябре 2010 года вследствие неудачного выступления команды в отборочном цикле чемпионата Европы-2011 ушёл в отставку, при этом ему было предложено возглавить тренерский совет белорусской сборной.
Известен портрет Карполя, написанный ленинградским живописцем Иваном Ивановым-Сакачёвым.
Летом 1993 года в автокатастрофе погибли 25-летний сын Карполя Василий и его супруга. Карполь с женой усыновили их 4-летнего сына Михаила.
В 2023 году в связи с 85-летним юбилеем президент России Владимир Путин направил Карполю поздравительную телеграмму.

## Политические взгляды
Подписал открытое письмо спортивных деятелей страны, выступающих за действующую власть Белоруссии после подавлений протестов в 2020 году.

## Достижения
Самый титулованный волейбольный тренер мира, самый титулованный тренер России по игровым видам спорта.
- Со сборной СССР:
  - 2-кратный олимпийский чемпион (1980, 1988),
  - чемпион мира (1990),
  - серебряный (1989) и бронзовый (1981, 1991) призёр Кубка мира,
  - чемпион Европы (1979, 1989, 1991), серебряный призёр чемпионата Европы (1981).
- Со сборной СНГ:
  - серебряный призёр Олимпийских игр (1992).
- Со сборной России:
  - серебряный призёр Олимпийских игр (2000, 2004),
  - бронзовый призёр чемпионатов мира (1994, 1998, 2002),
  - 4-кратный чемпион Европы (1993, 1997, 1999, 2001), бронзовый призёр чемпионата Европы (1995),
  - 3-кратный победитель Гран-при (1997, 1999, 2002), серебряный (1998, 2000, 2003) и бронзовый (1993, 1996, 2001) призёр Гран-при,
  - обладатель (1997) и бронзовый призёр (1993) Всемирного Кубка чемпионов.
- С командой «Уралочка» (Екатеринбург):
  - 11-кратный чемпион СССР (1978—1982, 1986—1991), серебряный (1984, 1985) и бронзовый (1977, 1983) призёр чемпионатов СССР,
  - 3-кратный обладатель Кубка СССР (1986, 1987, 1989),
  - 14-кратный чемпион России (1992—2005), серебряный (2016, 2022) и бронзовый (2008, 2009, 2012, 2015, 2018, 2019) призёр чемпионатов России,
  - 8-кратный обладатель Кубка европейских чемпионов (1981—1983, 1987, 1989, 1990, 1994, 1995),
  - обладатель Кубка обладателей Кубков европейских стран (1986).

Подготовил 15 олимпийских чемпионок, более 50 мастеров спорта международного класса.
30 октября 2009 года принят в волейбольный Зал славы в Холиоке.

## Награды и звания
- Герой Труда Российской Федерации (23 апреля 2018) — за особые трудовые заслуги перед государством и народом[15][1]
- Национальная премия в области физической культуры и спорта 2017 года (номинация «Эпоха в спорте» — за вклад в развитие спорта, 2017) — за многие годы работы на благо развития спорта в стране[16]
- Почётная грамота Министерства спорта Российской Федерации (5 августа 2016) — за заслуги в сфере физической культуры, спорта и плодотворный добросовестный труд[17]
- Знак отличия «Спортивная доблесть» (26 августа 2014)[18]
- Почётный доктор Уральского федерального университета[19].
- Знак отличия «За заслуги перед Свердловской областью» II степени (24 мая 2013)[20].
- Почётный гражданин Нижнего Тагила (1 августа 2008) — за большой личный вклад в развитие спорта, высокие спортивные достижения воспитанников спортивного клуба «Уралочка»[21][1]
- Благодарность Президента Российской Федерации (11 июня 2008) — за большой вклад в развитие отечественного спорта и многолетнюю добросовестную работу[22][1]
- Знак отличия «За заслуги перед Свердловской областью» III степени (28 марта 2008)[23]
- Орден Дружбы (15 апреля 2005) — за большой вклад в развитие отечественного волейбола и высокие спортивные достижения[24]
- Почётный гражданин Свердловской области (18 октября 1999)[25][1]
- Орден «За заслуги перед Отечеством» III степени (17 декабря 1998) — за большой вклад в развитие физической культуры и спорта и в связи с 75-летием отечественного волейбола[26][2]
- Почётный гражданин Екатеринбурга (1991)[1]
- Орден Трудового Красного Знамени (21 июня 1989) — за высокие спортивные достижения на XXIV летних Олимпийских играх[27][2]
- Заслуженный работник физической культуры РСФСР (28 мая 1986) — за заслуги в развитии физической культуры и спорта[28][1]
- Орден Дружбы народов (24 сентября 1980) — за высокие спортивные достижения и успехи в развитии физической культуры и спорта[29][2]
- Заслуженный тренер СССР (1980)[30][1]
- Заслуженный тренер РСФСР (1973)[30]
- Почетный знак «За заслуги в олимпийском движении России»[источник не указан 813 дней].